# 堤根 (川崎市)
堤根（つつみね）は、神奈川県川崎市川崎区の町名である。住居表示に関する法律に基づく住居表示が実施されておらず、丁目は設けられていない。面積は600822.02m²。

## 地理
川崎区の北西端に位置し、東は日進町、南は下並木、西は横浜市鶴見区尻手一丁目、北は川崎市幸区柳町に隣接する。町内を北東－南西にJR東海道線・京浜東北線、北西－南東に南武支線の高架橋が通り、町内で立体交差する。交差部北側には清掃工場があり、同西側にはその余熱を利用した温水プール「ヨネッティー堤根」がある。東海道線・京浜東北線の南東は工場・倉庫・タクシー会社の営業所やアパートなどが混在する。

### 交通
町内に鉄道の駅やバス路線はなく、南隣の下並木に位置する京浜急行・南武支線の八丁畷駅が最寄りとなる。JR川崎駅へは徒歩17分ほど、尻手駅へは徒歩12分ほどである。

## 歴史
多摩川は、奈良時代・平安時代には矢向から潮田方向へ流れ、現在の流路になったのは近世の初めごろと推測される。年代は不詳であるが、矢向から現在の川崎区小川町付近にかけて堤防が築かれ、その内側が堤根耕地と呼ばれるようになった。1924年（大正13年）6月、神奈川県橘樹郡川崎町大字小土呂字堤根耕地から堤根の町名が設けられ、同年7月には川崎市が新設されたことにより、川崎市の町名となる。
1936年、京浜女子商業学校開校。1940年にはごみの焼却場が稼働開始した。1945年4月の川崎大空襲では、投下された爆弾により「爆弾池」と呼ばれるすり鉢状の池があちこちに見られたと言う。空襲で被災したごみ焼却場は1949年に再開し、1953年には1日30トン、1979年には1日600トンの処理能力を持つ清掃工場に改修されている。
1964年11月11日には堤根の一部と上並木、古川通が合併して日進町ができたが、その際に含まれなかった部分が堤根の町域となる。1972年（昭和47年）4月1日には川崎市が政令指定都市に移行したことにより、川崎市川崎区堤根となる

### 堤根耕地
概ね東海道と、のちの東海道線の線路の間に位置し、川崎町成立以前は新宿町、砂子町、小土呂町が入り組んでいた。のちの川崎町大字砂子および新宿、現在の堤根と日進町、下並木の各一部に相当する。堤根のうち東海道線の北側は西原耕地にあたる。東海道の南側は池田耕地であった。堤根耕地・池田耕地と市場村の境には二ヶ領用水の二筋の町田堀が流れており、夫婦橋が架かっていた。

## 世帯数と人口
2025年（令和7年）6月30日現在（川崎市発表）の世帯数と人口は以下の通りである。
| 町丁 | 世帯数  | 人口  |
| ---- | ------- | ----- |
| 堤根 | 215世帯 | 299人 |

### 人口の変遷
国勢調査による人口の推移。
| 年                 | 人口 |
| ------------------ | ---- |
| 1995年（平成7年）  | 201  |
| 2000年（平成12年） | 102  |
| 2005年（平成17年） | 253  |
| 2010年（平成22年） | 191  |
| 2015年（平成27年） | 215  |
| 2020年（令和2年）  | 269  |

### 世帯数の変遷
国勢調査による世帯数の推移。
| 年                 | 世帯数 |
| ------------------ | ------ |
| 1995年（平成7年）  | 103    |
| 2000年（平成12年） | 62     |
| 2005年（平成17年） | 59     |
| 2010年（平成22年） | 134    |
| 2015年（平成27年） | 96     |
| 2020年（令和2年）  | 176    |

## 学区
市立小・中学校に通う場合、学区は以下の通りとなる（2025年1月時点）。
| 番・番地等 | 小学校             | 中学校             |
| ---------- | ------------------ | ------------------ |
| 全域       | 川崎市立川崎小学校 | 川崎市立川崎中学校 |

## 事業所
2021年（令和3年）現在の経済センサス調査による事業所数と従業員数は以下の通りである。
| 町丁 | 事業所数 | 従業員数 |
| ---- | -------- | -------- |
| 堤根 | 20事業所 | 680人    |

### 事業者数の変遷
経済センサスによる事業所数の推移。
| 年                 | 事業者数 |
| ------------------ | -------- |
| 2016年（平成28年） | 21       |
| 2021年（令和3年）  | 20       |

### 従業員数の変遷
経済センサスによる従業員数の推移。
| 年                 | 従業員数 |
| ------------------ | -------- |
| 2016年（平成28年） | 398      |
| 2021年（令和3年）  | 680      |

## その他

### 日本郵便
- 郵便番号 : 210-0026[3]（集配局 : 川崎港郵便局[23]）

### 警察
町内の警察の管轄区域は以下の通りである。
| 番・番地等 | 警察署     | 交番・駐在所 |
| ---------- | ---------- | ------------ |
| 全域       | 川崎警察署 | 南町交番     |